# Żelmowo
Żelmowo [ʐɛlˈmɔvɔ] (tiếng Đức: Sallmow)  là một ngôi làng thuộc khu hành chính của Gmina Radowo Małe, thuộc quận Łobez, West Pomeranian Voivodeship, ở phía tây bắc Ba Lan. Nó nằm khoảng 6 kilômét (4 mi) phía tây Radowo Małe, 17 km (11 mi) phía tây Łobez và 59 km (37 mi) về phía đông bắc của thủ đô khu vực Szczecin.